# Charlie Rolls
Charlie Rolls (2001) es un deportista británico que compite en ciclismo en la modalidad de trials.
Ganó tres medallas en el Campeonato Mundial de Ciclismo Urbano, en los años 2023 y 2024, y una medalla de plata en el Campeonato Europeo de Trials.

## Palmarés internacional
| Campeonato Mundial | Campeonato Mundial    | Campeonato Mundial | Campeonato Mundial |
| Año                | Lugar                 | Medalla            | Competición        |
| ------------------ | --------------------- | ------------------ | ------------------ |
| 2023               | Glasgow (Reino Unido) | Medalla de bronce  | Trials 20″         |
| 2023               | Glasgow (Reino Unido) | Medalla de bronce  | Equipo mixto       |
| 2024               | Abu Dabi (EAU)        | Medalla de plata   | Trials 26″         |
| Campeonato Europeo |                       |                    |                    |
| Año                | Lugar                 | Medalla            | Competición        |
| 2024               | Jeumont (Francia)     | Medalla de plata   | Trials 26″         |